# Andrea Fazioli

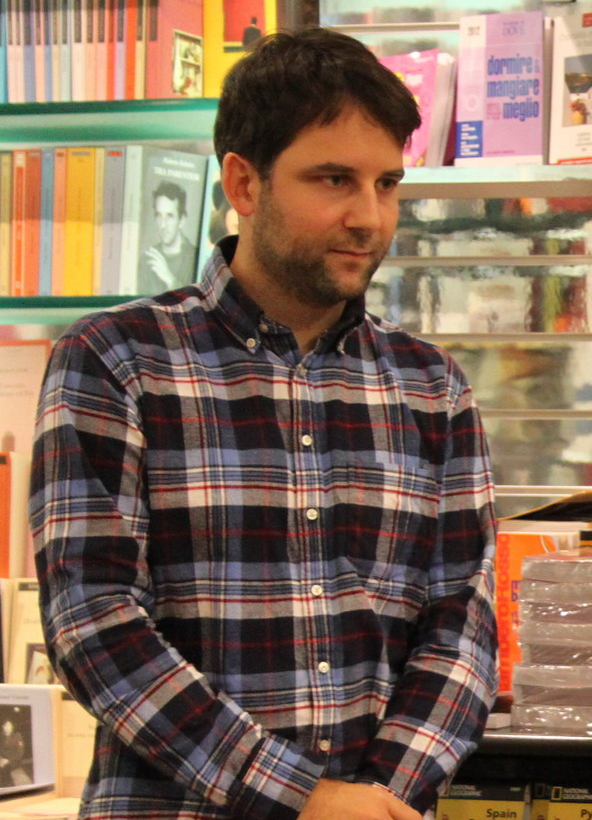
Andrea Fazioli

Andrea Fazioli (geboren am 15. Mai 1978 in Bellinzona) ist ein italienischsprachiger Schweizer Schriftsteller.

## Leben
2004 schloss er sein Italienisch- und Französischstudium an der Universität Zürich mit einer Magisterarbeit über Mario Luzi ab, die mit dem Premio Pro Ticino 2005 ausgezeichnet wurde. 2005 publizierte er im Verlag Armando Dadò Editore den Roman Chi muore si rivede. In seinem ersten Giallo, dem Roman Am Grund des Sees, (Privatdetektiv Elia Contini ermittelt, Band 1) führt er die Figur des Privatdetektivs Elia Contini ein, der auch in weiteren Romanen und Erzählungen die Hauptrolle spielt.
2014 schrieb er zusammen mit Marco Pagani das Drehbuch für die vom RSI produzierte achtteilige Webserie Notte Noir, in der er auch eine Nebenrolle als Saxophonist spielte. 2015 wurde sein Schauspiel Theorie und Praxis des Banküberfalls (Teoria e pratica della rapina in banca) von der Compagnia Teatro Paravento di Locarno unter der Regie von Miguel Ángel Cienfuegos aufgeführt.
Fazioli hat als Journalist für das Giornale del Popolo gearbeitet, als Radio- und Fernsehmoderator für das italienischsprachige Radiotelevisione Svizzera (RSI), als Assistent für französische Literatur an der Universität und als Italienischlehrer auf der Sekundar- und Gymnasialstufe.
Er lebt in Bellinzona.

## Auszeichnungen
- 1998: Premio Chiara Giovani für L'importante è partire
- 2008: Premio Stresa für L'uomo senza casa[7]
- 2008: Finalist Premio Letterario Giovanni Comisso für L'uomo senza casa[8]
- 2016: Premio La Fenice Europa, Premio Anfiteatro d’Argento für L’arte del fallimento[9]
- 2017: Ordine della Stella d’Italia
- 2023: Schweizer Krimipreis (3. Preis) für Le strade oscure

## Werke

### Romane und Geschichten mit Privatdetektiv Elia Contini
1. Chi muore si rivede. Armando Dadò Editore, Locarno 2005. 
Das Collier. Waldgut Verlag / Zwielicht, 2008.
2. L’uomo senza casa. Guanda, Parma 2008. 
Damals im Tessin. Atlantis 2023.
vormals unter dem Titel Am Grund des Sees. btb, 2009.
3. Come rapinare una banca svizzera. Guanda Parma 2009.
Verborgenes Tessin. Atlantis 2024.
vormals unter dem Titel Die letzte Nacht. btb, 2012.
4. La sparizione. Guanda, Parma 2010.
Verschwunden im Tessin. Dörlemann 2025.
vormals unter dem Titel Das Verschwinden. btb, 2012.
5. Il giudice e la rondine. Guanda, Parma 2014.
6. Lezioni private. Ebook, Guanda, Parma 2016.
7. L’arte del fallimento. Guanda, Parma 2016.
Solo für Contini. btb 2013.
8. Gli svizzeri muoiono felici. Guanda, Parma 2018.
Tod in den Bergen. btb, 2023.
9. Le strade oscure. Guanda, Parma 2022.

Kurzgeschichten zur Privatdetektiv Elia Contini
- Che cosa succede a Corvesco? (Commedia natalizia) in: Cooperazione 52,  24. Dezember 2012.
- Un gioco da ragazzi. Kurzgeschichte in Un inverno color noir. Dieci racconti italiani, Guanda, Parma 2014.

### Andere
- Swisstango. In: Marco Vichi (Hrsg.): Delitti in provincia. Guanda, Mailand 2007, ISBN 978-88-502-1911-7.
- Uno splendido inganno. Guanda, Mailand 2013, ISBN 978-88-6088-446-6 (296 S.).
- Unter dem Erdrutsch (Deutsch von Markus Hediger). In: Mitra Devi, Petra Ivanov (Hrsg.): Mord in Switzerland 2. Band 2. Appenzeller Verlag, Herisau 2016, ISBN 978-3-85882-736-4, S. 221–238.
- L'ultimo soffio. In: Cooperazione. Nr. 3, 19. Januar 2016.
- Le vacanze di Studer. 2020.
Wachtmeister Studers Ferien. Kriminalroman 2022.
- A Zurigo, sulla luna: dodici mesi in Paradeplatz. 2021.
In Zürich, auf dem Mond: zwölf Monate am Paradeplatz. 2022.